# ユマニテ (企業)
株式会社ユマニテ（英文社名：humanité Inc.）は、東京都渋谷区恵比寿西に所在する、日本の芸能事務所である。

## 所属タレント
- 青木柚
- 安藤サクラ
- 伊東蒼
- 井之脇海
- 岡山天音
- 門脇麦
- 寛一郎
- 岸井ゆきの
- シム・ウンギョン
- 樋口可南子
- 藤井美菜
- 古川琴音
- 三浦透子
- 山田真歩
- ヤン・イクチュン

## 研修生
- 安光隆太郎
- 佐々木ありさ

## 過去の所属タレント
- 椎名桔平（2006年4月からスターダストプロモーションへ移籍）
- 小西真奈美（2006年6月からCATAMARANへ移籍）
- 宮澤美保（2006年6月からCATAMARANへ移籍）
- 伊藤歩（2007年2月からAnoreへ移籍）
- 寺島しのぶ（2007年3月2日からアプティパへ移籍）
- 近藤芳正（ケイダッシュへ移籍）
- 奥貫薫（クォータートーンへ移籍）
- 我妻三輪子（スターダストプロモーションへ移籍）
- 小山田サユリ（2009年2月2日からGLAND SLAMへ移籍）
- 南果歩（2009年4月からエス・エス・エムへ移籍）
- 柳英里紗（ジャングルへ移籍）
- 宮本裕子
- みさきゆう（スターダストプロモーションへ移籍）
- スズキジュンペイ
- 玉井夕海
- 川野直輝
- 熊井智津子
- 堀春菜（映画24区へ移籍）
- 松田圭司
- 奥村知史
- 根津甚八
- 満島ひかり（2018年3月からフリー）[1]
- 満島真之介（2019年6月移籍）
- 桜井ユキ（2020年6月契約終了。同年8月、スターダストプロモーションへ移籍）
- 東出昌大（2022年2月14日契約解消[2]）
- 蒔田彩珠（2023年12月31日契約終了。2024年1月1日からスターダストプロモーションへ移籍）[3]
- 内田淳子
- 北浦愛
- 藤田陽子

## 東出昌大関連
2022年2月14日に事務所側がトラブルを起こしていた東出昌大との契約解消を発表し、事実上の絶縁であると報道された。事務所は東出の2億円といわれるCM違約金を肩代わりし再び俳優として活躍できるようサポートし、東出の離婚後も当初事務所は見限らないとしていたが、それでも別のトラブルを起こした東出に対する契約解消時の声明が痛烈な表現であったため話題となった。